# Love That Pup
«Мой любимый щенок» (англ. Love That Pup) — сорок четвёртый эпизод в серии короткометражек «Том и Джерри», выпущенный 1 октября 1949 года. Эта серия — дебют Тайка, сына Спайка и частого гостя ещё в восьми эпизодах мультсериала.
В 1957 году вышел ремейк мультфильма под названием «Tops with Pops» в формате Cinemascope и с новым фоном.

## Сюжет
Спайк и Тайк спят в своих будках. Тайку снится кошмар, но Спайк его успокаивает, давая попить молоко. В это время Том, как всегда, гоняется за Джерри. В погоне мышонок прячется в ухо Тайка. Том в процессе поиска поднимает Тайка за хвост. Спайк отбирает сына и говорит Тому, что если хоть раз он притронется к Тайку, то он разорвёт Тома на части.
Джерри вылезает из уха Тайка, но появляется Том, и мышонку пришлось спрятаться во рту Спайка. Том случайно вырывает челюсть Спайка в процессе поиска Джерри, но потом (после небольшого танца) кладёт челюсть на бочку и уходит.
Спайк и Тайк спят уже вместе. Джерри устроился рядом с ними. Том пытается схватить мышонка, но Джерри подменяет себя на хвост Тайка, которого Том случайно уносит. Спайк почувствовал рукой отсутствие сына, поэтому Том прибежал его «заменить». Джерри в это время поднял будку и уронил Тому на хвост. После падения будки на его хвост, Том кричит, а Спайк его успокаивает. Появляется Тайк, и они с Томом издают звуки, пока Спайк не понимает, кто из них кто. Том попадается на том, что мяукнул, после чего кусает Спайка и убегает.
Третья попытка. Том подвешивает кусок мяса на верёвку, и подтягивает его к Спайку. Тот, словно лунатик, идёт за ней. Попытки Джерри остановить пса успехом не увенчались. Том запирает Спайка в сарае и бежит ловить Джерри. Поймав его, Том запирает его в бочку, закрывая единственную дырку пробкой. Но Джерри сбегает, подвинув доску, а затем кладёт туда Тайка. Спайк вылезает из сарая, и Том готов показать ему бочку с Джерри внутри, но лишь в последний момент понимает, что его в бочке нет. Спайк сам поднимает бочку, и там оказывается Тайк.
За кадром Спайк в буквальном смысле сдирает с Тома шкуру. И Том теперь сторожит их сон. А Джерри устроился спать рядом с псами, повесив табличку «Не беспокоить».

## Факты
- В этом мультфильме актёр Доуз Батлер стал «голосом» Спайка и сменил Билли Блетчера, ранее озвучивавшего Спайка. Батлер будет озвучивать Спайка в дальнейших появлениях бульдога.
- В этом эпизоде впервые используется та открывающая тема, которая звучала в эпизодах 1950-х годов, а также использовалась в эпизодах 1960-х годов. Хотя в остальных эпизодах 1948-1949 годов эта же композиция звучала немного по другому.